# Recherche de la nitrate-réductase
Une nitrate-réductase est une enzyme (un complexe enzymatique en réalité) qui est capable de catalyser la réaction de réduction des nitrates ({\displaystyle NO_{3}^{-}}).

## Principe
Cette enzyme est recherchée en systématique bactérienne. Il existe plusieurs types de nitrate-réductase :
- la nitrate-réductase capable de réduire les nitrates jusqu'au stade nitrites selon {\displaystyle NO_{3}^{-}+2H^{+}+2e^{-}\longrightarrow NO_{2}^{-}+H_{2}O} ; les nitrites pourront ensuite être réduits en ammoniac grâce à une nitrite-réductase ;
- la nitrite-réductase capable de réduire les nitrates jusqu'au stade diazote (gazeux) selon {\displaystyle NO_{3}^{-}+6H^{+}+5e^{-}\longrightarrow 1/2N_{2}+3H_{2}O} ;

## Mise en évidence

### Principe
Le réactif de Griess prend une teinte rouge en présence d'ions nitrites. L'apparition de cette teinte dans le milieu signe la présence d'ions nitrites. Cela signifie que la bactérie possède une nitrate-réductase et que cette dernière est capable de réduire les nitrates jusqu'au stade nitrites : c'est le cas pour les Entérobactéries.
En revanche, l'absence de coloration rouge ne signifie pas que la bactérie étudiée ne possède pas de nitrate réductase. En effet, on a vu qu'il était possible qu'une bactérie possède une nitrate réductase très active et capable de réduire les nitrates jusqu'au stade diazote. Une bactérie possédant une telle enzyme consommera la totalité des nitrates du milieu. Nous devons vérifier s'il reste des ions nitrates dans le milieu ou non.
Pour ce faire, il faut utiliser un composé capable de réduire les ions nitrates en ions nitrites comme la poudre de zinc. Cette dernière est alors ajoutée au milieu après l'ajout du réactif de Greiss. Après quelques minutes, si l'on observe l'apparition d'une teinte rouge c'est qu'il y a eu formation d'ions nitrites par l'action du zinc. Il restait donc des ions nitrates dans le milieu, la bactérie ne possède pas de nitrate réductase. À l'inverse, si l'on observe pas de coloration rouge, c'est qu'il n'y avait plus d'ions nitrates dans le milieu pour réagir avec le zinc. La bactérie, avec sa nitrate réductase très active a consommé tous les ions nitrates.
Remarque : l'utilisation des nitrates jusqu'au stade diazote pour une bactérie aérobie stricte comme Pseudomonas lui permet de cultiver en anaérobiose dans un milieu contenant des nitrates (culture de haut en bas du tube d'un milieu viande-foie nitraté par exemple).

### Technique
On utilise un milieu nitraté (bouillon nitraté, Mannitol-Mobilité-Nitrate). La capsule GLU de la galerie API 20 E est également utilisable.
Après incubation (culture visible), ajouter:
- Du réactif de Griess (2 gouttes)
- Ou une goutte de réactif :
  - réactif Nitrites 1 (acide sulfanilique (en)),
  - réactif Nitrites 2 (α-naphtylamine).

Le réactif de Greiss est un mélange des réactifs nitrites 1 & 2.

### Lecture

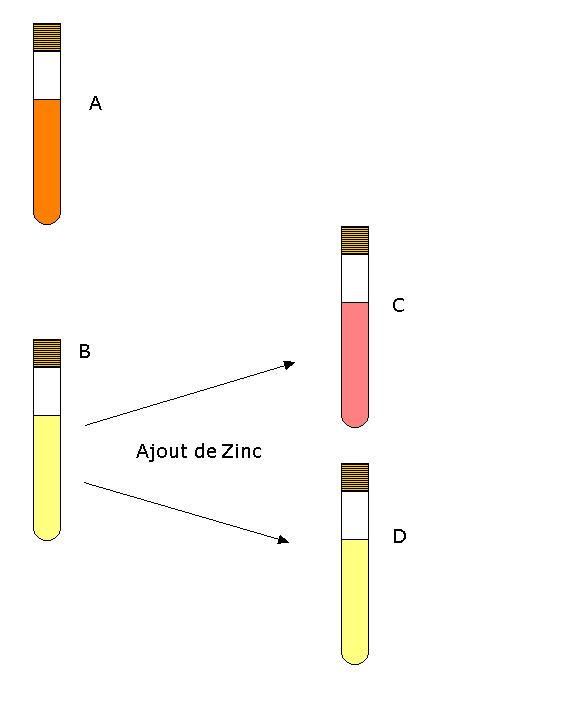
Nitrate réductase : Résultats possible du test

- A Milieu rouge orangé : la bactérie possède l’enzyme nitrate réductase au stade {\displaystyle NO_{2}^{-}}
- B Milieu jaune ⇒ ajout de la poudre de zinc
  - C Milieu rouge : présence de nitrate dans le milieu → la bactérie ne possède pas l’enzyme.
  - D Coloration jaune : pas de nitrate dans le milieu → la bactérie possède l’enzyme au stade N2.